# Hazem Naw
Hazem Naw (* 1. Januar 2000 in Aleppo) ist ein syrischer Tennisspieler.

## Persönliches
Hazem Naw trainierte in seiner Jugend auf einem Trainingsplatz in Aleppo, wo er durch eine in der Nähe explodierende Bombe Schrapnellsplitter abbekam und dadurch leicht verletzt wurde. 2017 floh er mit seinem fünf Jahre älteren Bruder Amer Naow vor dem Bürgerkrieg in Syrien in den Libanon, während ihre Eltern in Aleppo blieben. Von dort flohen sie weiter nach Deutschland, wo sie sich letztlich in Köln niederließen und Asyl beantragten.

## Karriere
Noch während er in Syrien lebte, spielte Naw auf der ITF Junior Tour, wo er als erster Syrer vielversprechende Ergebnisse erzielte. Vier Titel im Einzel und einen Titel im Doppel gewann er, wenn auch nur bei Turnieren der niederklassigen Kategorie Grade 3 und Grade 5. Im Klassement der Junioren stieg er bis auf Platz 109.
Bei den Profis spielte Naw, der von seinem Bruder Amer, ebenfalls Tennisspieler, trainiert wird, sein erstes Turnier im Jahr 2018 auf der ITF Future Tour, ein Jahr später sammelte er im Doppel die ersten Punkte für die Weltrangliste. Für die syrische Davis-Cup-Mannschaft kam er 2020 das erste Mal zum Einsatz. Mit dem Team stieg er aus der Kontinentalgruppe III ab, verhalf dem Team aber 2023 mit einer Sieglos-Serie zu einem Wiederaufstieg. Ende 2023 stand seine Bilanz bei 8:3 Siegen. 2021 stand Naw das erste Mal im Halbfinale eines Futures und spielte an der Seite von Dustin Brown dank einer Wildcard sein erstes Challenger-Turnier, wo sie zum Auftakt verloren. 2022 stieg er dank seines ersten Future-Turniersiegs bis Jahresende auf Platz 653; 2023 zog er in fünf Endspiele ein und gewann zwei Titel, sodass er das erste Mal in den Top 500 stand. Als Spieler des Kölner Tennisvereins KTHC Stadion Rot-Weiss spielte Naw 2019 das erste Mal in der 1. Tennis-Bundesliga sowie ab 2022 in der 2. Liga.
2024 begann für Naw mit seinem vierten Einzeltitel auf der Future Tour. Nach der Niederlage in der Vorwoche gegen Oleh Prychodko schlug er selbigen eine Woche später deutlich in zwei Sätzen. Nachdem er vorher erst einmal das Hauptfeld eines Challenger erreicht hatte, qualifizierte sich der Syrer Ende Januar für das Hauptfeld in Koblenz. Mit seinem Sieg gegen den Briten Billy Harris schlug er erstmals einen Spieler der Top 200. Darüber hinaus war der Sieg der erste eines Syrers bei einem Challenger überhaupt. Auch in den Folgerunden blieb Naw gegen den ehemaligen Top-40-Spieler Oscar Otte sowie gegen den Tschechen Zdeněk Kolář (Nr. 180) siegreich und trifft im Halbfinale das erste Mal in seinem Leben auf einen Spieler der Top 100, den US-Amerikaner Brandon Nakashima, dem er in zwei Sätzen unterlag. Er kletterte bis auf Platz 368 der Weltrangliste.